# Aston Broadcast Systems

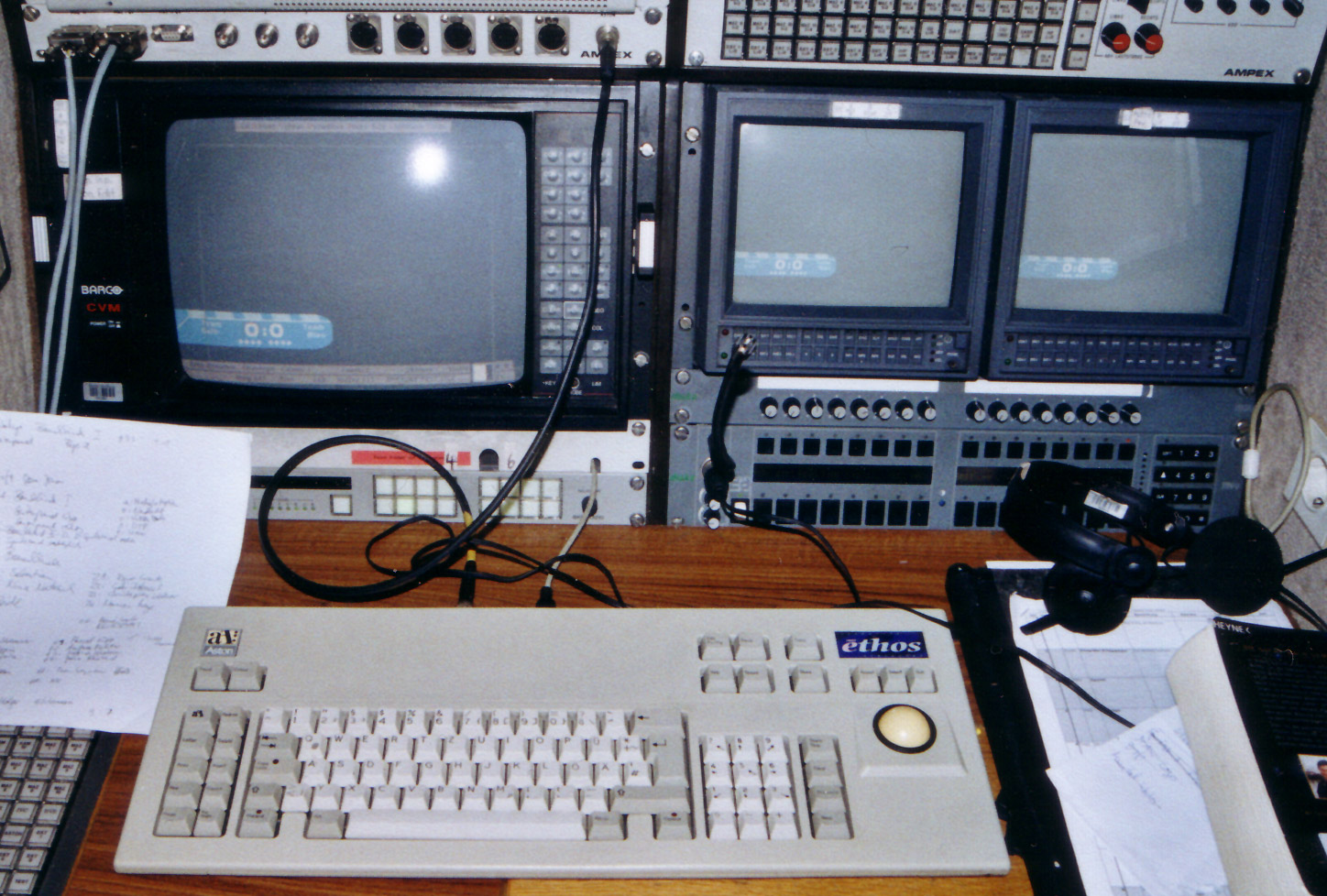
Monitor und Tastatur eines Aston Ethos-Schriftgenerators

Die britische Firma Aston Broadcast Systems war ein Hersteller und Entwickler von Video-Schriftgeneratoren. Aston war ein Zulieferer für viele Fernsehproduktionsunternehmen auf der ganzen Welt.
Aston verkaufte seine Produkte als komplette Hardware/Software-Pakete. Dadurch ist zwar der Einsatz von hochspezialisierter Hardware möglich, jedoch ist die Kompatibilität mit auf MacOS oder Windows basierenden Computersystemen stark eingeschränkt. Auch die Benutzeroberfläche und -schnittstelle ist gewöhnungsbedürftig. So arbeitet ein Aston-Schriftgenerator mit einer speziellen Tastatur, in die auch ein Trackball integriert ist. Dadurch sind die Aston-Systeme jedoch in höherem Maße auf die Abläufe einer Fernsehproduktion ausgelegt als PC-Schriftgeneratoren.
Um jedoch die Bedienbarkeit an die Bedürfnisse einer PC-Infrastruktur anzupassen, wurde in letzter Zeit auch Remote-Software (EGO, PC Gateway) entwickelt, durch die man den Schriftgenerator von einem PC aus fernsteuern kann.
Die Aston-Systeme sind bei vielen Medienunternehmen im täglichen Einsatz, so zum Beispiel bei der BBC oder dem NDR.
Im Jahr 2009 wurde Aston an das spanische Unternehmen Brainstorm Multimedia S.L. verkauft. 

## Produkte
- VGC1 (1974)
- Aston 2 + 3 (Anfang 1980er Jahre)
- Aston 4 (Ende 1980er Jahre)
- Aston Motif, Aston Ethos (Anfang 1990er Jahre)
- Motto, Motto-HD
- ViVid RED, GREEN, BLUE (2001)
- Aston 7 (2006)